# Louvois
Louvois – miejscowość i dawna gmina we Francji, w regionie Grand Est, w departamencie Marna. W 2013 roku jej populacja wynosiła 305 mieszkańców. 
W dniu 1 stycznia 2016 roku z połączenia dwóch ówczesnych gmin – Louvois oraz Tauxières-Mutry – utworzono nową gminę Val-de-Livre. Siedzibą gminy została miejscowość Tauxières-Mutry. 